# Episodi di The Dead Zone (terza stagione)
La terza stagione della serie televisiva The Dead Zone è stata trasmessa negli Stati Uniti dal canale USA Network a partire dal 6 giugno 2004.
In Italia è stata trasmessa da Rai 2 a partire dal 27 maggio 2006.
| nº | Titolo originale        | Titolo italiano            | Prima TV USA   | Prima TV Italia  |
| -- | ----------------------- | -------------------------- | -------------- | ---------------- |
| 1  | Finding Rachel: Part 1  | Alla ricerca di Rachel (1) | 6 giugno 2004  | 27 maggio 2006   |
| 2  | Finding Rachel: Part 2  | Alla ricerca di Rachel (2) | 13 giugno 2004 | 3 giugno 2006    |
| 3  | Collision               | La collisione              | 20 giugno 2004 | 15 luglio 2006   |
| 4  | The Cold Hard Truth     | La verità nuda e cruda     | 27 giugno 2004 | 22 luglio 2006   |
| 5  | Total Awareness         | Tiro al bersaglio          | 4 luglio 2004  | 29 luglio 2006   |
| 6  | No Questions Asked      | Ombre del passato          | 18 luglio 2004 | 5 agosto 2006    |
| 7  | Looking Glass           | Come in uno specchio       | 25 luglio 2004 | 10 agosto 2006   |
| 8  | Speak Now               | Il matrimonio              | 1º agosto 2004 | 12 agosto 2006   |
| 9  | Cycle of Violence       | Ciclo di violenza          | 8 agosto 2004  | 19 agosto 2006   |
| 10 | Instinct                | Istinto                    | 15 agosto 2004 | 26 agosto 2006   |
| 11 | Shadows                 | Ombre                      | 22 agosto 2004 | 2 settembre 2006 |
| 12 | Tipping Point, Part One | La confessione             | 22 agosto 2004 | 28 giugno 2007   |

## Alla ricerca di Rachel (1)
- Titolo originale: Finding Rachel: Part 1
- Diretto da: James Head
- Scritto da: Karl Schaefer

### Trama
Johnny, preoccupato di poter essere responsabile di colui che scatenerà l'Armageddon, chiede a Bruce di fermarlo, nel caso fosse vero, ma l'amico si rifiuta. Christopher, è un veggente, lo chiama e lo conduce in una visione del futuro per mostrargli dei volantini, datati il giorno dopo, che segnalano la scomparsa di una ragazza, Rachel Caldwell. Ritornato al presente, Johnny si accorge che nel corso della visione è passato del tempo del quale non si era accorto, e si preoccupa. Alla riunione del Congresso, Johnny scopre che la ragazza che dovrebbe scomparire è la camera-woman personale di Stillson. Preoccupato per lei, Johnny l'avvicina e le parla. Colpito da un'altra visione, Johnny si risveglia in un bosco, al buio, di notte, e, avvisato lo sceriffo Bannermann, inizia a cercare Rachel. A casa della ragazza, però trovano sua sorella Rebecca. Toccandola, Johnny prima vede che lei, disperata, lo aggredisce ma poi lo abbraccia. Poiché continua a non ricordare nulla di quella sera, è convinto che sia stato lo stesso Stillson a farle del male . Quindi Johnny indaga per conto suo, cercando anche di recuperare la memoria. Rebecca, disperata, chiede a Walt come mai non ha ancora interrogato Johnny, l'ultimo a vedere Rachel viva. Walt confida a Sarah le pressioni che riceve per arrestare il sensitivo e i suoi dubbi sulla sua innocenza ma la moglie, arrabbiata, gli tira uno schiaffo, per poi scusarsi subito dopo. Quando Johnny ritrova nel bosco la cinepresa di Rachel, Rebecca lo aggredisce, e, poco dopo, Walt si vede costretto ad arrestare Johnny con l'accusa di omicidio.

## Alla ricerca di Rachel (2)
- Titolo originale: Finding Rachel: Part 2
- Diretto da: James Head
- Scritto da: Karl Schaefer (soggetto); Michael R. Perry (sceneggiatura)

### Trama
Johnny viene arrestato da Walt, ma continua a non ricordare cosa sia successo. Intanto, dopo un sopralluogo a casa di Johnny, prima la polizia e poi anche i giornalisti, informati anonimamente da Stillson, scoprono che il sensitivo ha visioni della fine del mondo legate al politico. Sarah va a trovarlo in carcere e lui le chiede di intercedere presso Rebecca chiedendogli di stare lontana da Stillson. Ma la donna, mentre acconsente a parlare con Rebecca, preferisce restare nel team di Stillson per aiutare Johnny. Dopo aver parlato con Sarah, Rebecca acconsente, e consegna a Johnny oggetti appartenuti a Rachel. Da questi il sensitivo, ha una visione, e vede Rachel rapita nel suo studio, dove lei si trovava con lo stesso Johnny per scoprire novità su Stillson. Passando dallo studio nel bosco, Johnny ritrova il cadavere di Rachel per cui viene accusato definitivamente dell'omicidio. Il suicidio improvviso del consulente legale del reverendo Purdy e la sua confessione scritta di aver ucciso Rachel, perché la desiderava, mentre lei lo respingeva, scagionano Johnny. Quando tocca insieme a Purdy una copia del messaggio dell'avvocato, però, Johnny ha una visione che non svela a nessuno, probabilmente conduce verso qualche segreto intrigo. Rebecca si reca a casa di Johnny, si scusa per non avergli creduto, e lo ringrazia per aver ritrovato sua sorella, anche se morta. Purdy, a cui era stato chiesto di scegliere tra Stillson e Johnny, tra la salvezza dell'istituto e dell'anima, consegna a Stillson una busta con soldi che lui gli aveva chiesto.

## La collisione
- Titolo originale: Collision
- Diretto da: Michael R. Perry
- Scritto da: Robert Petrovicz

### Trama
Johnny riceve la visita del vicesceriffo, mentre aiuta Rebecca a donare le cose di Rachel, che lo informa della scomparsa di una ragazzina, Katy, e di una richiesta di assistenza da parte dello sceriffo Bannermann. Toccando un orecchino della bimba scomparsa, Johnny vede se stesso andare a fuoco. Scosso, ma per niente scoraggiato, il sensitivo raggiunge Walt a casa della bimba, dove si scopre, che, poco prima della scomparsa, il padre, da poco separato dalla madre, se ne era andato. Quando la psicologa infantile Rebecca, legge il diario di Katy, comprende che la bambina soffre molto per la separazione dei suoi genitori, ed è intenzionata a fuggire. Quando Johnny tocca il diario, vede se stesso su una barella in ospedale, coperto di ferite e ustioni, mentre i medici confidano che probabilmente non ce la farà. Poi vede Katy, immobile, come se fosse estranea alla vicenda, e sente il suono di una sirena. Giunto in ospedale con Rebecca, Johnny capisce, da un'altra visione, che non sta vedendo un suo incidente futuro ma quello di nove anni prima, che lo ha condotto al coma e al risveglio della sua zona morta. La presenza di Katy, che allora avrebbe dovuto avere circa due anni, lo induce a pensare che il suo cervello abbia sovrapposto le due situazioni. Racconta a Walt ogni dettaglio che ha scoperto su Katy, l'incendio, la sirena dei vigili del fuoco, dell'acqua sotto le scarpe della bimba. Mentre è ancora in ospedale incontra un paramedico che lo aveva salvato la notte dell'incidente. Da lui scopre che prima di cadere in coma, aveva sussurrato delle cose a Sarah. Per andare più a fondo nella vicenda, Johnny la chiama in ospedale e scopre che un uomo lo salvò portandolo fuori dalla sua macchina poco prima che esplodesse. Johnny, Rebecca e il paramedico si recano sul luogo dell'incidente di Johnny. Rebecca l'aiuta a ripercorrere la serata e alla fine Johnny scopre che è stato lui stesso a salvarsi. Infatti il Johnny del passato, semi-incosciente, stava avendo una visione del futuro, mentre quello del presente una del passato. Pur non potendo toccarlo, Johnny del presente esorta quello del passato ad uscire dalla macchina, dicendogli che è destinato a salvare molte vite. Fatta chiarezza sul suo passato, Johnny può concentrarsi su Katy, che viene ritrovata chiusa nel bagagliaio della macchina del padre, vittima di un incidente, dove si era nascosta per fuggire. La mattina dopo, Johnny ringrazia Rebecca per l'aiuto e lei lo bacia, ringraziandolo a sua volta per averle fatto capire che le cose belle esistono.

## La verità nuda e cruda
- Titolo originale: The Cold Hard Truth
- Diretto da: Anthony Michael Hall
- Scritto da: Michael Taylor

### Trama
Jack Jericho, conduttore di un programma radiofonico, odiato da molti telespettatori, prende di mira Johnny, Sarah e J.J. Mentre le critiche su di lui non gli importano, quando sente quelle su Sarah e suo figlio, si infuria e si dirige alla stazione radio con Bruce. Una volta lì, viene di nuovo preso in giro dal conduttore e, toccando il microfono insieme a lui, Johnny lo vede precipitare. Pensando che sia stato spinto, Johnny avverte Jericho di fare attenzione, ma lui non l'ascolta. Johnny e Bruce vanno a cena in un ristorante cinese, dove Johnny aveva visto che Jericho sarebbe stato picchiato. Dopo la rissa, Johnny e Bruce riaccompagnano il conduttore nella stanza in cui vive e Johnny scopre che ha scatole piene di lettere minatorie di gente che voleva ucciderlo. Intanto J.J. continua a fare a botte con amici di scuola perché pensano che lui sia figlio di Johnny. Sarah chiama sia Johnny che Walt e si consultano se sia il caso di dire a J.J. la verità. Jericho viene coinvolto in un'altra rissa e a Johnny, che lo ha portato in ospedale, viene ordinato di tenerlo sveglio. Sarah chiama Johnny dicendogli che J.J. è scomparso ma poi Johnny, aiutato da Jericho, lo trova nascosto sul tetto. Inoltre Johnny scopre che Jericho era sposato e aveva un figlio che, per una sua svista, era caduto da una finestra ed era morto. Da allora i due si erano separati e Jericho si era isolato. Dopo il licenziamento, Jericho, in preda ad una profonda depressione, va sul tetto della stazione radiofonica con l'intento di buttarsi. Quando Johnny lo scopre lo raggiunge e cerca di farlo ragionare, ma solo attraverso l'intercessione dell'ex moglie, che gli dice che non lo considerava colpevole per la morte del figlio, convincendolo a scendere dalla balaustra. Alla fine Sarah, Walt e Johnny trovano il coraggio di dire a J.J. che Johnny è il suo padre biologico. Dopo un'iniziale incredulità, J.J. l'accetta e i due si abbracciano.

## Tiro al bersaglio
- Titolo originale: Total Awareness
- Diretto da: Kevin Speckmaier
- Scritto da: Michael Cassutt

### Trama
Johnny e Bruce stanno cercando un regalo di compleanno per J.J. ma, mentre sta per pagare lo skateboard che ha deciso di regalare al figlio, il commesso lo informa che la sua carta di credito è bloccata. Nel frattempo, una ragazza, che ha appena avuto un incidente nel quale è morta la donna alla guida della sua auto, è alla ricerca di Johnny. Alla festa di J.J., mentre i maschi fanno una battaglia con spade laser finte, Johnny vede questa ragazza e la salva da due criminale che volevano ucciderla, ma la perde di vista. Uscito da una porta antincendio, Johnny incontra un uomo, Skennon, agente di un'associazione che protegge la sicurezza di grandi aziende e di personaggi famosi, che gli dice che la ragazza che ha incontrato è una sensitiva di nome Gibson, ricercata. Gibson, che quando tocca le persone visualizza solo serie di numeri privi di immagini, contatta in modo "particolare" Johnny, che decide di aiutarla. Scopre così, che il direttore dell'agenzia per cui lavora Skennon è in possesso di un programma ideato da Thomas Marshall che permette di collegarsi a qualsiasi tipo di telecamera aumentando le probabilità di ritrovare criminali e delinquenti. Poiché l'agenzia stava usando male il programma, lei e Marshall avevano chiesto a due sensitivi di aiutarli a capire cosa stesse succedendo. Entrambi i sensitivi erano morti poi in circostanze strane, per ultima, Sylvia, colei che guidava la macchina in cui stava Gibson, morta nell'incidente. Johnny scopre che al momento dell'incidente entrambi i semafori erano verdi, e che era stata Sylvia  a mandare Gibson da lui. Dopo molte peripezie, Johnny e Gibson raggiungono il rifugio di Marshall, subito seguiti dall'agente Skennon. Una volta catturato lui e la sua squadra, i tre scoprono che aveva ucciso un senatore per conto del capo e inviano il video della registrazione alla polizia. Giorni dopo, mentre il telegiornale parla dell'arresto degli assassini del senatore, e J.J. gira per casa di Johnny col suo nuovo skateboard rompendo i mobili, Johnny riceve una cartolina. Toccandola, vede Gibson e Marshall finalmente insieme su un'isola deserta.

## Ombre del passato
- Titolo originale: No Questions Asked
- Diretto da: Mike Rohl
- Scritto da: Moira Kirland

### Trama
Sarah va a trovare Johnny alle sette del mattino, ancora fra le braccia di Morfeo, portandogli un caffè, che il sensitivo si accorge destinato a Walt. Sarah così gli fa capire che è preoccupata per Walt, che, secondo lei la evita, e lo convince a indagare su cosa gli stia succedendo. Così Johnny va a trovare Walt in centrale e lo vede in compagnia di una donna che il vicesceriffo Roscoe identifica nella vedova di un poliziotto, Allison Roberts. Toccando una cartella riguardante il marito di Allison, si chiama Jeremy, Johnny vede Walt che litiga in un campo di baseball con un uomo. Però, quando gli chiede spiegazioni, Walt non vuole dargliele. Johnny allora inizia a seguirlo; scopre così che va spesso a trovare Allison, ma a Sarah, preoccupata che abbia un'altra, preferisce non dire nulla. Seguendo Walt in una cascina abbandonata, ha una visione nella quale lo sceriffo si mette in una situazione per cui rischia di perdere il posto. Walt, che lo vede, accetta di farsi aiutare, ma facendo promettere a Johnny di non fare alcuna domanda di ciò che vede. Lo sceriffo gli racconta che l'uomo con il quale Johnny ha visto Walt litigare è Franky Cantrell, l'assassino di Jeremy, che, durante la lotta gli aveva sottratto la pistola, e Walt temeva che Johnny avrebbe potuto fare una sciocchezza. Dopo una visita alla madre di Franky e al campo di baseball, Johnny scopre che da ragazzi Walt, Jeremy e Franky erano grandi amici, ma che poi Franky era entrato nel giro dello spaccio, e Jeremy  era un poliziotto corrotto. Poiché Jeremy pensava che Franky avesse una relazione con sua moglie Allison, l'aveva aggredito e durante la lotta Franky gli aveva sparato. Walt aveva cercato di tamponare la situazione, riuscendo a limitare a solo dieci anni di prigione la pena di Franky, evitandogli l'ergastolo, e salvando la reputazione di Jeremy. Una volta uscito, però, Franky aveva cercato il denaro che aveva la sera della morte di Jeremy, ma non l'aveva ritrovato, perciò era andato a cercare Walt sottraendogli la pistola. Così Johnny ha una visione in cui Walt è costretto a uccidere Franky, ma riesce a evitarlo, e, toccando il luogo in cui erano nascosti i soldi, vede che li aveva presi la madre di Franky per donarli in forma anonima alla comunità, allo scopo di ristrutturare il campo di baseball. Johnny vede che Walt e Allison erano amanti, ma la donna stessa gli rivela che ormai da anni, tra loro, non c'è più niente. Alla fine della puntata, Walt va da Sarah portandole il caffè confidandogli di avere dei segreti riguardanti il passato, ma assicurandole che è tutto finito, chiedendogli se per lei sia finita anche la storia con Johnny. Alla sua risposta affermativa, i due si abbracciano.

## Come in uno specchio
- Titolo originale: Looking glass
- Diretto da: James Head
- Scritto da: Shintaro Shimosawa e James Morris

### Trama
Johnny, mentre si trova in un supermercato, riceve una sfida da parte di un ragazzo: toccandolo, vede un ragazzo mascherato che uccide una ragazza in una cantina, così il ragazzo del supermercato gli dà tempo fino alle nove. La ricostruzione del ragazzo trova riscontro nel database dell'università in due gemelli, George e Lenny. I due sono profondamente scettici, non credono nelle capacità paranormali di Johnny. Johnny scopre che i due gemelli hanno recentemente acquistato delle maschere, uguali a quelle della visione, e, per quella sera, in casa loro, hanno organizzato una festa in maschera. Johnny, Walt e Bruce s'imbucano, riescono così ad entrare verso le nove di sera nella cantina dei gemelli : si trovano così di fronte alla ragazza pugnalata della visione di Johnny, seduta su una sedia, e, vicino a lei, i due gemelli. I tre si accorgono che la ragazza non è morta, e che era solo una messa in scena dei gemelli per dimostrare che la polizia spesso si fida di sensitivi, senza avere prove certe. La madre dei gemelli infatti aveva donato tutti i soldi al fondo fiduciario di Johnny gestito dal reverendo Purdy, e poi era morta di cancro : per questo i gemelli sono arrabbiati con Johnny. Il giorno dopo, però, Johnny ricorda che nella sua visione la ragazza, fidanzata di George, aveva i capelli sciolti, mentre nel video dei ragazzi li porta legati con una coda. Preoccupato, avvisa la ragazza, ma lei non gli crede, e, di nascosto da Johnny, che ha deciso di sorvegliarla, va a casa dei gemelli. Johnny viene raggiunto da Walt, chiamato dalla stessa ragazza, insieme vedono una macchina della polizia passare, richiamata la quale denunciano un omicidio all'indirizzo dei gemelli. Johnny pensano che sano stati loro, ma i due negano. Al funerale della ragazza, Johnny li accusa. Mentre George, distrutto, tenta una riconciliazione, Lenny l'accusa. Tirando un pugno a Lenny, Johnny lo vede uccidere la ragazza e glielo dice, lasciando George basito. Questi, nonostante il fratello neghi, non si fida, e va a trovare Johnny che lo convince a denunciare il fratello. Alla stazione di polizia, però, trovano Lenny che denuncia George. Facendo credere a Lenny che George si era suicidato per il rimorso di aver ucciso la sua fidanzata, l'assassino confessa dicendo di averlo fatto per amore del fratello e viene condotto in prigione.

## Il matrimonio
- Titolo originale: Speak Now
- Diretto da: Mike Rohl
- Scritto da: Moira Kirland, Christina Lynch, Loren Segan e Karl Schaefer

### Trama
Walt è impossibilitato ad accompagnare Sarah al ricevimento del matrimonio di alcuni amici, per cui chiede a Johnny un favore. Toccando lo sposo, di nome Alec, Johnny vede le nozze, previste per il giorno successivo, interrompersi. Allora Sarah gli chiede di scoprire cosa succede, per aiutare la sposa, la sua amica Maria. Inoltre, toccando Bruce, vede il suo matrimonio, così l'amico lo spinge a vedere quale delle invitate sposerà. La sua presenza al ricevimento scatena inoltre problemi passati: data la sua somiglianza con J.J. molte donne lo scambiano per Walt, così Sarah è costretta sempre a raccontare la loro storia complicata, fino all'arrivo di Walt, grazie al quale Johnny è dispensato dal ruolo di accompagnatore, potendo così tornare a casa. Viene però fermato da Maria, che lo invita a restare. Johnny così scopre che l'ex fidanzato di Maria, Brian, che tutti credevano morto in guerra, era invece sopravvissuto, e che, una volta tornato in patria, avrebbe iniziato a perseguitare Maria. Convinto che Maria dovrebbe sapere di Brian , chiede a Sarah, invece scettica, cosa avrebbe fatto lei se il giorno delle nozze con Walt, qualcuno le avesse detto che Johnny si sarebbe risvegliato, risvegliando in lei una preoccupazione che la spinge a interrompere le nozze del giorno dopo al posto di Johnny, rivelando a Maria di Brian. La sposa, convinta di voler sposare Alec , fa riprendere la celebrazione, questa volta però interrotta dallo sposo che consiglia a Maria di darsi più tempo. Johnny va a trovare Maria che gli chiede di toccarla per vedere quale sarebbe la scelta migliore tra Brian e Alec. Johnny, pur avendo visto che con Brian sarebbe stata male, le dice di non poter decidere per lei. Toccando una collana regalata a Maria da Brian, Johnny ha una visione nella quale vede Sarah il giorno prima del matrimonio con Walt al suo capezzale per chiedergli consiglio, e Brian che, assicurandola che Johnny non si sarebbe svegliato, la convince a lasciarlo andare. Qualche tempo dopo Brian accompagna Maria all'altare, dove l'aspettano Alec e Sydney, e così finalmente si celebra il matrimonio. Alla festa Bruce impedisce a Johnny di toccare una donna che gli piace e gli consiglia di dimenticare Sarah e di richiamare Rebecca. Sarah va da Johnny con l'intenzione di rispondere alla sua domanda su chi avrebbe scelto, ma lui si allontana prima di sentirla dire che avrebbe scelto lui. Mentre Sarah e Walt ballano, Johnny chiama Rebecca.

## Ciclo di violenza
- Titolo originale: Cycle of violence
- Diretto da: Ellie Kanner
- Scritto da: Jill Blotevogel e Michael R. Perry

### Trama
Rebecca accompagna Johnny ad un concerto scolastico di J.J. Alla fine del concerto, attraversando una porta, ha la visione di un ragazzo che provoca il panico sparando a scuola. Allarmati, Johnny e Rebecca avvisano il preside che installa un servizio di sicurezza con guardie e metal detector, stilando una lista d ragazzi che lui reputa "pericolosi". Uno di questi, Derek, è uno con molti problemi, ma molto intelligente. Quando, dopo un finto allarme bomba, si scopre che nel suo armadietto era stato depositato un mucchio di plastilina facilmente scambiabile per una vera bomba, il preside fa di lui il maggior sospettato, mentre Johnny è convinto della sua innocenza. Per questa ragione, quando vede che Derek aveva lanciato una bottiglia di vetro su una guardia che stava picchiando un ragazzo innocente, decide di non denunciarlo al preside. Questi viene a scoprirlo lo stesso guardando un video della sicurezza e lo denuncia alla polizia. Derek si rifugia a casa di Johnny, che, invece di denunciarlo, lo tratta come un amico e lo lascia a casa sua da solo  per tornare a scuola con Rebecca. Andando avanti nella visione, vede che il ragazzo che sparerà attraversa un'ala dell'edificio non ancora costruita. Ipotizzando che il ragazzo in quel momento dovrebbe avere all'incirca dieci anni, cioè la stessa età di J.J., chiama i tre bambini della sua età che fanno parte del gruppo del canto. Uno dei tre è il ragazzo, che si vendicherà degli abusi che subirà da parte dell'insegnante di musica. Quest'ultimo viene arrestato e Johnny chiama Derek a casa dicendogli di andare a scuola perché l'avrebbe appoggiato nel parlare col preside. Toccando la sua scheda, però, Johnny vede che le guardie alla porta gli avrebbero sparato. Corre all'ingresso, ma Derek viene comunque colpito da una guardia.

## Istinto
- Titolo originale: Istinct
- Diretto da: Mike Rohl
- Scritto da: Erin Maher e Kay Reindl

### Trama
Mentre il reverendo Purdy, stimolato da Johnny, è preoccupato per se stesso e per la sua congregazione, Johnny e Walt si accorgono che gli animali si comportano in modo strano: dei pipistrelli hanno ucciso una donna graffiandola nella sua auto, un cane ha morso a morte il suo padrone, cavalli imbizzarriti irrompono nella partita di calcio di J.J., e, solo l'intervento repentino di Johnny riesce a salvare i bimbi. Da una veterinaria, che assicura di non aver mai visto gli animali comportarsi in questo modo, vengono a sapere che l'unico che può spiegare l'accaduto è Ted Kean, il responsabile del parco nazionale. Questi però venne arrestato e rinchiuso in un istituto perché ritenuto pazzo, in quanto, delirando, annunciava che nel futuro si sarebbe verificato un evento orribile. Dopo un sopralluogo con Bruce nella roulotte che Kean aveva posizionato nel bosco per osservare gli orsi, Johnny chiede a un Kean terrorizzato di accompagnarlo nel bosco. Arrivati in un punto roccioso percorso da un piccolo torrente, Kean gli confida che un tempo lì c'era un fiume, ormai prosciugato da una diga. Toccando l'acqua del torrente, Johnny vede la diga crollare e la città venire allagata. Comprende inoltre che a rendere nervosi gli animali è un ultrasuono prodotto dall'acqua che scorre sulle rocce, troppo veloce e con troppa potenza. Prima avvisa quelli della diga, poi si dirige dal reverendo Purdy per chiedergli di informare il governatore, implorandolo di bloccare il getto dell'acqua, mandando allo stesso tempo Walt e Bruce a dare l'allarme generale alla città e a preparare l'evacuazione. Entrato in casa, trova il reverendo Purdy ubriaco e in caso confusionale che gli parla del libro dell'Apocalisse e della venuta di due profeti. Johnny gli rivela che probabilmente i due profeti sarebbero stati lui e il reverendo, ma solo se questi avesse aderito un po' di più al suo compito. Si scopre infatti che era stato Purdy a creare la diga per far poi costruire un albergo sulle sue rive e guadagnarci. Johnny convince il reverendo a chiamare il governatore e la situazione torna alla normalità.

## Ombre
- Titolo originale: Shadows
- Diretto da: Shawn Piller
- Scritto da: Michael Taylor

### Trama
Mentre stanno pescando, Johnny, J.J. e Bruce, Johnny ha una visione di lui che in un impeto di rabbia avrebbe ucciso un uomo. Molto preoccupato, interrompe la pesca prima del previsto, riportando a casa J.J. e lì ha un'altra visione, in cui una spogliarellista di nome Tyler gli parlava di un uomo che Johnny stava cercando mostrandogli l'albergo in cui lui alloggia. Nella visione, Johnny, che ha in tasca un coltello insanguinato, va dall'uomo, i due combattono, Johnny lo prende per il collo stringendolo senza fermarsi, fino a quando vede che l'uomo è morto. Comprendendo che la visione si riferisce a quella sera, Johnny va prima in albergo e poi dalla spogliarellista, ma non ottiene molto successo. Tornato a casa, racconta a Bruce di essere preoccupato, perché nelle visioni sembra un altro Johnny, sembra aver perso il controllo e in quel momento ha un'altra visione. Il vice-sceriffo Roscoe lo accompagna sulla scena di un crimine all'aperto ma gli chiede se vuole farlo davvero perché, dice, "dicono che un dottore non dovrebbe mai curare uno di famiglia". Johnny allora chiama Sarah e le dice di stare chiusa in casa con J.J., mentre lui va da Walt con Bruce per descrivergli l'uomo che avrebbe ucciso: bianco, capelli corti chiari, un tatuaggio sull'avambraccio destro. All'interno dell'ufficio dello sceriffo, però, ha un'altra visione, nella quale lui litiga con Walt che gli confida che, qualsiasi cosa avesse fatto, non avrebbe riportato in vita Bruce. Avvisato l'amico, lo costringe a rimanere in centrale ma, quando questi gli dice che se si era trattato di un omicidio razziale  non vuole che un altro venga ucciso al suo posto, così si lascia convincere ad uscire per andare in un parco dove Bruce ogni sera fa jogging. Nel parco vedono un uomo venire aggredito, mentre Johnny ha una visione in cui lui seguiva il malvivente, mentre Bruce soccorreva il malcapitato. Tre mascalzoni si sarebbero avvicinati con un coltello e avrebbero attaccato Bruce. L'uomo aggredito per la rabbia lo avrebbe pugnalato a morte, e all'arrivo di Johnny Bruce, morente, gli avrebbe sussurrato di mantenere la sua promessa di non perdere mai il controllo. Johnny scambia i ruoli e soccorre l'uomo che lo attacca e iniziano a lottare, ma Johnny, memore della richiesta di Bruce, si ferma appena prima di ucciderlo. Il giorno dopo, al lago, Bruce fa capire a Johnny che è un brav'uomo e lo assicura che non perderà il controllo creando l'Armagheddon.

## La confessione
- Titolo originale: Tipping Point, Part One
- Diretto da: Michael Robinson
- Scritto da: Karl Schaefer

### Trama
Johnny è in casa sua con Rebecca, quando ha una visione contemporanea a quella di Christopher, a seguito della quale sviene sotto gli occhi della sua fidanzata. All'ospedale gli fanno una Tac che evidenzia la sua zona morta, e un'altra zona che si attiva con le visioni di Christopher, che gli crea i mal di testa e gli svenimenti, per cui gli consigliano di operarsi. Johnny inoltre scopre che il reverendo Purdy aveva contraffatto la lettera di confessione del suo consulente legale per scagionare Johnny : quest'ultimo convince il reverendo a prendersi le sue responsabilità, e a rivelare tutto. Analizzando con Walt la macchina in cui si è ucciso l'avvocato, Johnny vede che non si è trattato di suicidio, ma di omicidio, per opera di Sonny Allimann. Rebecca, allora, convince Johnny ad accompagnarla ad un incontro con Stillson, che vuole promulgare una legge detta "legge di Rachel", convinta che il sensitivo possa trovare delle prove che Stillson è l'assassino di sua sorella. Toccando il politico Johnny ha la visione dell'Armagheddon e sviene, per cui Rebecca è costretta a chiamare di nuovo l'ospedale. Risvegliatosi, le racconta delle sue visioni e poi parla con Sarah chiedendole che, qualora dovesse svenire di nuovo, lei avrebbe dovuto dare il consenso all'operazione e, in caso ricadesse in coma, di far staccare la spina. Sottoposto ad un'altra Tac, Rebecca lo mette di nuovo sotto ipnosi per non fargli sentire dolore ordinandogli una visione di lei che gli organizza un compleanno a sorpresa. Tornati a casa, lei gli dice che deve uscire accampando una scusa, ma quando lui la tocca, la vede entrare in pasticceria e comprare una torta di compleanno. Dopo che lei è uscita, però, riceve una nuova visione da Christopher: è stato sequestrato e tenuto prigionieri da un ragazzo che conosce il suo collegamento con Johnny. Durante la visione, un uomo dal volto coperto si avvicina e prende il pomello del bastone al posto di Christopher: è Johnny del futuro, con i capelli bianchi, il viso mezzo sformato e una patina bianca davanti agli occhi . Quando il Johnny del futuro gli ordina di non salvare Rebecca, Johnny torna al presente. Subito gli appare la stessa visione di prima, ma, mentre in quella, Rebecca si trovava in pasticceria, ora era in un negozio di armi, dove stava acquistando una pistola. Johnny la vede sparare a Stillson nel corso di una conferenza per poi venire uccisa.